# Kuusjoki

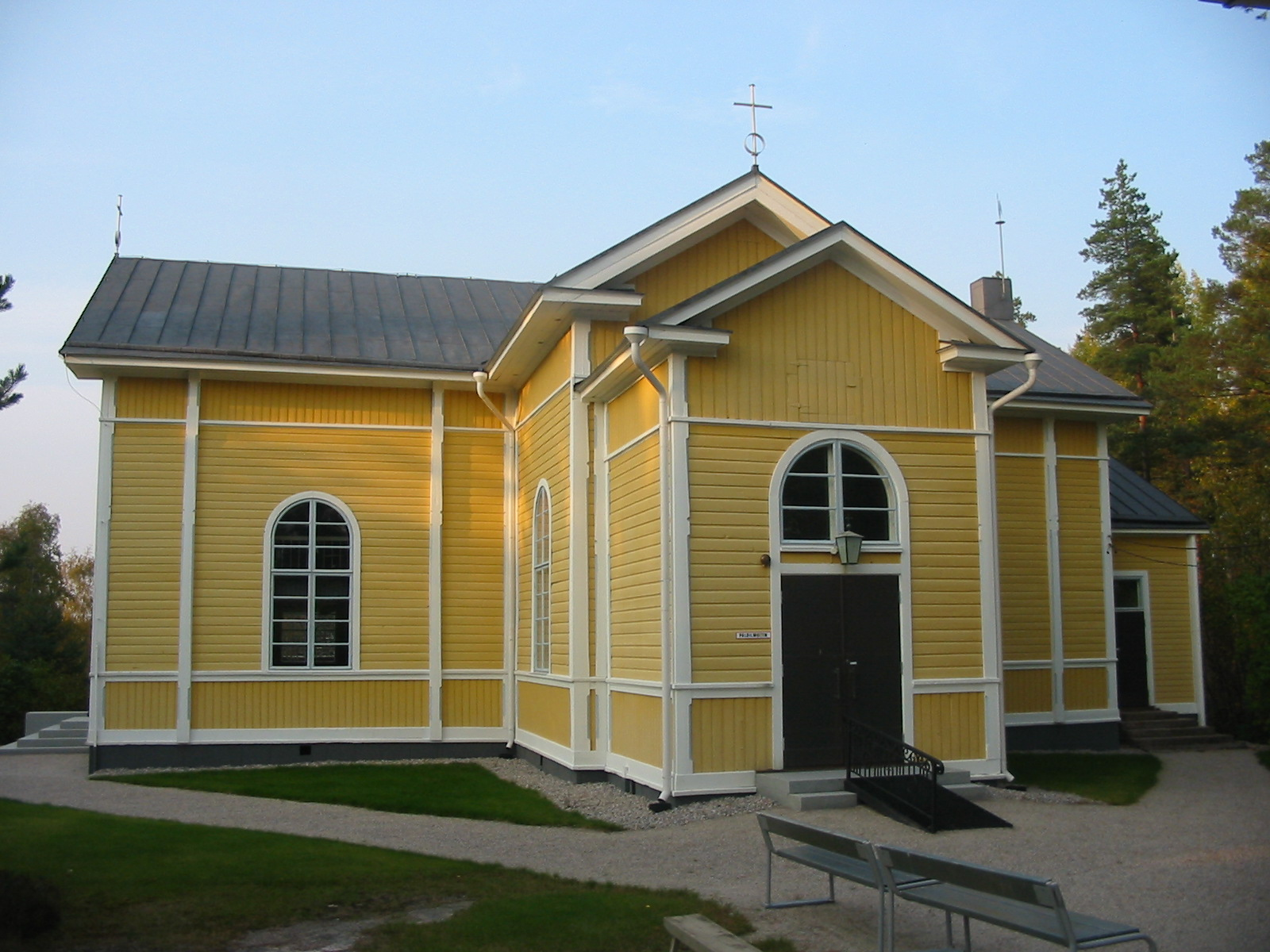
Kuusjoki kyrka.

Kuusjoki var en kommun i landskapet Egentliga Finland i Finland. Kommunen hade 1 723 invånare (2008), på en yta av 122,73 km². Kuusjoki tillhörde först Åbo coh Björneborgs län och senare Västra Finlands län.
Den 1 januari 2009 förenades Kuusjoki jämte Bjärnå, Finby, Halikko, Kiikala, Kisko, Muurla, S:t Bertils och Suomusjärvi med Salo stad. Kuusjoki var enspråkigt finskt. Kommunens slogan var "Ihmisen kokoinen kunta" (En kommun i människans storlek).

## Geografi

### Natur

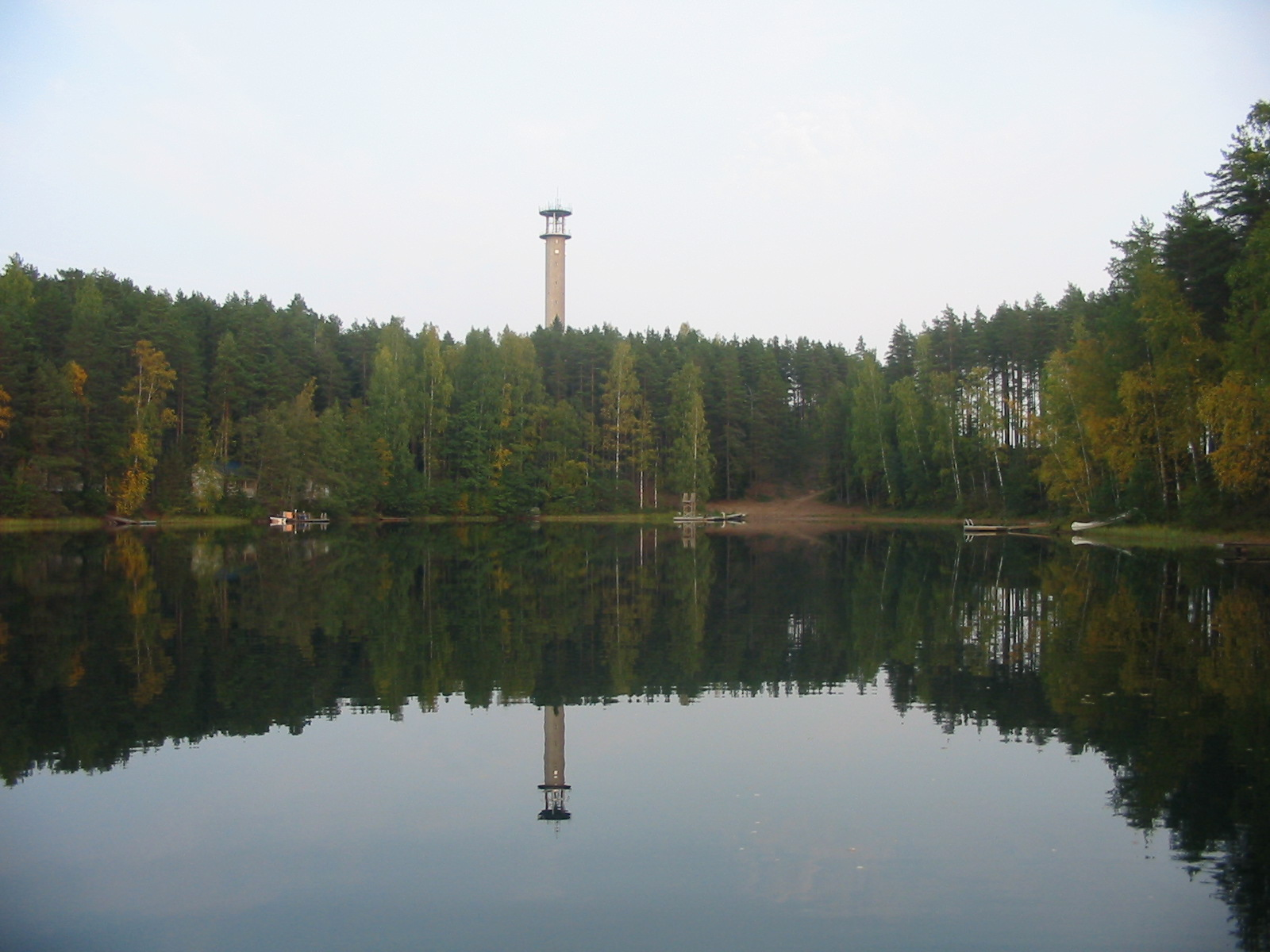
Sjön Nummijärvi.

Till sin naturmiljö är Kuusjoki en lerslätt, som på sina ställen bryts av moränbackar med berggrund i kärnan. Variation i landskapet skapas av de grunda floddalarna och några mossar, där Kuusjoki å, en biflod till Halikko å, samt dess största biflod Viepjoki å har skurit in i leran. I norr, vid gränsen till Somero, löper ett oregelbundet åsområde som vid gränsen mellan Kuusjoki, Koskis och Somero breder ut sig till grus- och sandformationen Kerkolannummi.
Här finns Kuusjokis enda sjöar, varav den största är Nummijärvi på gränsen till Somero – en 14 hektar stor, djup, klarvattensjö utan avrinning.

### Byar
Hämäläis (finska: Hämäläinen), Impola, Kanunki, Kurkela, Kuttila, Kuusjoenperä, Pappilankylä, Raatala och Diskarla (finska: Tiskarla).

## Historia
Historiskt sett har Kuusjokis område formats av de byar i Uskela kyrksocken, som grundades under medeltiden och låg längs Halikko ås källflod Kuusjoki å, till skillnad från övriga byar i Uskela, som främst låg vid Uskela å och dess käll- och biflöden.
Dessa byar hörde från början till Uskela församling och dess kapellförsamling S:t Bertils, som grundades någon gång i början av 1400-talet.
Kuusjoki blev senast år 1699 ett prediko-område inom S:t Bertils kapellförsamling. År 1822 blev Kuusjoki en predikoförsamling med ett eget bönehus, men utan egen präst.
När S:t Bertils kommun grundades 1867 och S:t Bertils blev en självständig kyrksocken 1869, var Kuusjoki först en del av S:t Bertils kommun och fortsatte kyrkligt som en predikoförsamling inom S:t Bertils församling.
Kuusjoki blev en självständig kommun och kapellförsamling inom S:t Bertils på valborgsmässoafton 1886. År 1913 blev Kuusjoki även en självständig kyrksocken.
Kuusjokis tid som självständig kommun varade alltså i drygt 122 år, och som självständig församling i drygt 95 år.
Den 1 januari 2009 slogs Kuusjoki samman med nio andra kommuner till en ny kommun, varpå dåvarande Salo stad, Halikko kommun, Kuusjoki kommun, S:t Bertils kommun, Muurla kommun, Bjärnå kommun, Finby kommun, Kisko kommun, Kiikala kommun och Suomusjärvi kommun upplöstes. Istället grundades en ny kommun omfattande dessa områden, som tog i bruk namnet Salo och beteckningen stad.

## Kultur

### Utbildning
Den nya skolan i Kuusjoki färdigställdes 30 oktober 2009 och invigdes i början av 2010. Samtidigt lades gamla skolor så som Kurkela, Raatala och Ylikulma skolor ner.

### Sevärdheter

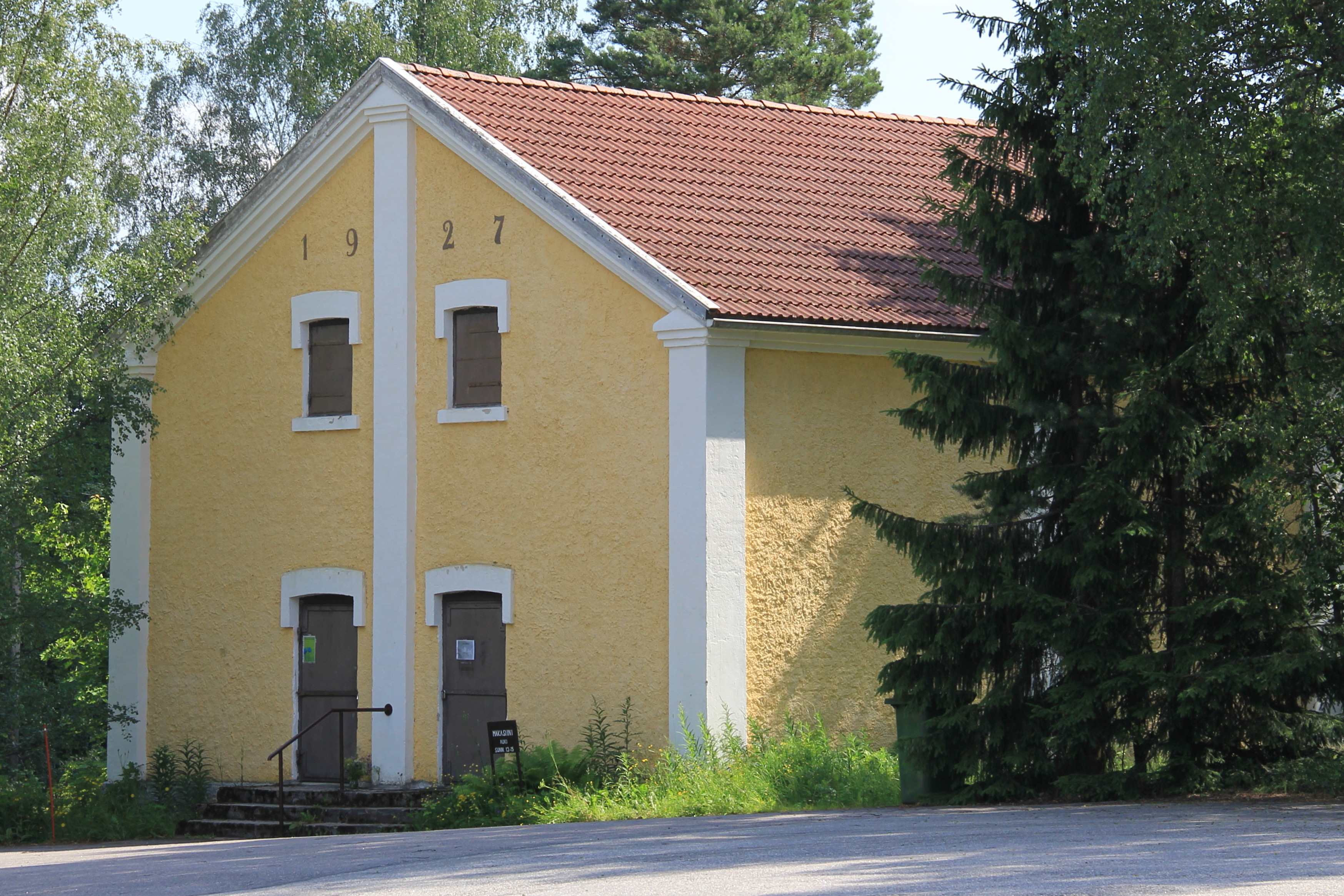
Kuusjoki sockenmagasin

- Kuusjoki kyrka från 1823
- Kuusjoki sockenmagasin från 1927
- Iloniemi glasbruk
- Kaupinlinna fornborg
- Nummijärvi badstrandKuusjoki sockenmagasin

### Välkända personer från Kuusjoki
- Erik Blomberg, filmregissör, bodde i Kuusjoki
- Aku Korvenoja, lantbruksråd och riksdagsledamot, född i Kuusjoki
- Jalmari Kulmala, riksdagsledamot
- Kalle Kulmala, riksdagsledamot
- Evert Alexander Louhi, författare, född 2.9.1883 i Kuusjoki. Verk: The Delaware Finns (Humanity Press, 1925) och New York Nights (Humanity Press, 1941)
- Wilma Murto, stavhoppare
- Aulis Oja, historiker
- Harri Pystynen, serietecknare, bodde i Kuusjoki
- Minna Vehmasto-Sulander, höjdhoppare